# Pteris decurrens
Pteris decurrens là một loài thực vật có mạch trong họ Pteridaceae. Loài này được C. Presl miêu tả khoa học đầu tiên năm 1822.